# Facedown Records
Facedown Records ist ein amerikanisches Musiklabel, das seinen Sitz in Sun City in Kalifornien hat. Es wurde 1997 von Jason Dunn gegründet, Schlagzeuger der Band No Innocent Victim. Bei der Auswahl der Bands kommt es vor allem darauf an, dass die jeweiligen Mitglieder Christen sind und die Künstler durch ihre Musik Gott ehren. Ein Teil der Künstler beschränkt sich dabei darauf, ihren Glauben durch ihre Musik und ihre Texte auszuleben, während ein anderer Teil dies beispielsweise auch auf der Bühne macht.
Seinen Ursprung hat das Label in einem Mailorder, den Dunn für seine Band No Innocent Victim Mitte der 1990er Jahre betrieben hat, und in den er auch andere Bands aufnahm, mit denen er auf Tour war oder die er sympathisch fand. Im Frühjahr 1997 erfolgte schließlich der Schritt zur Labeltätigkeit. Der Name geht auf eine Passage im Alten Testament zurück, in der Mose mit dem Gesicht zuerst vor Gott fällt (Dunn: „The name „Facedown“ came from a passage in the Bible that spoke about Moses falling facedown before the Lord.“).

## Veröffentlichungen (Auswahl)
- Alove for Enemies – Resistance (2006)
- Born Blind – Pressing On (1998)
- Comeback Kid – Turn It Around (2003)
- Dodgin' Bullets – Earn Your Respect (2002)
- Everything in Slow Motion – Influence (2020)
- Fleshkiller – Awaken (2017)
- For All Eternity – Metanoia (2015)
- For Today – Ekklesia (2008)
- Gideon – Costs (2011)
- The Great Commission – And Every Knee Shall Bow (2009)
- Hands – Creator (2009)
- Hope for the Dying – Legacy (2016)
- Impending Doom – Nailed. Dead. Risen (2007)
- Nodes of Ranvier – Lost Senses, More Innocence (2002)
- No Innocent Victim – To Burn Again (2005)
- A Plea for Purging – The Marriage of Heaven and Hell (2010)
- Remove the Veil – Another Way Home (2007)
- Saving Grace – The King Is Coming (2011)
- War of Ages – Void (2019)